# Navajo (popor)
Navajo este o populație de amerindieni din sud-vestul Statelor Unite ale Americii.

## Dispute cu guvernul SUA
În septembrie 2014, guvernul SUA a fost de acord să plătească suma de 554 de milioane de dolari drept despăgubire tribului indian Navajo, pentru a pune capăt unei dispute legale, aceasta fiind cea mai mare despăgubire acordată vreodată de un guvern unui singur trib.